# Phygadeuon tyrolensis
Phygadeuon tyrolensis là một loài tò vò trong họ Ichneumonidae.